# Procedura STAR

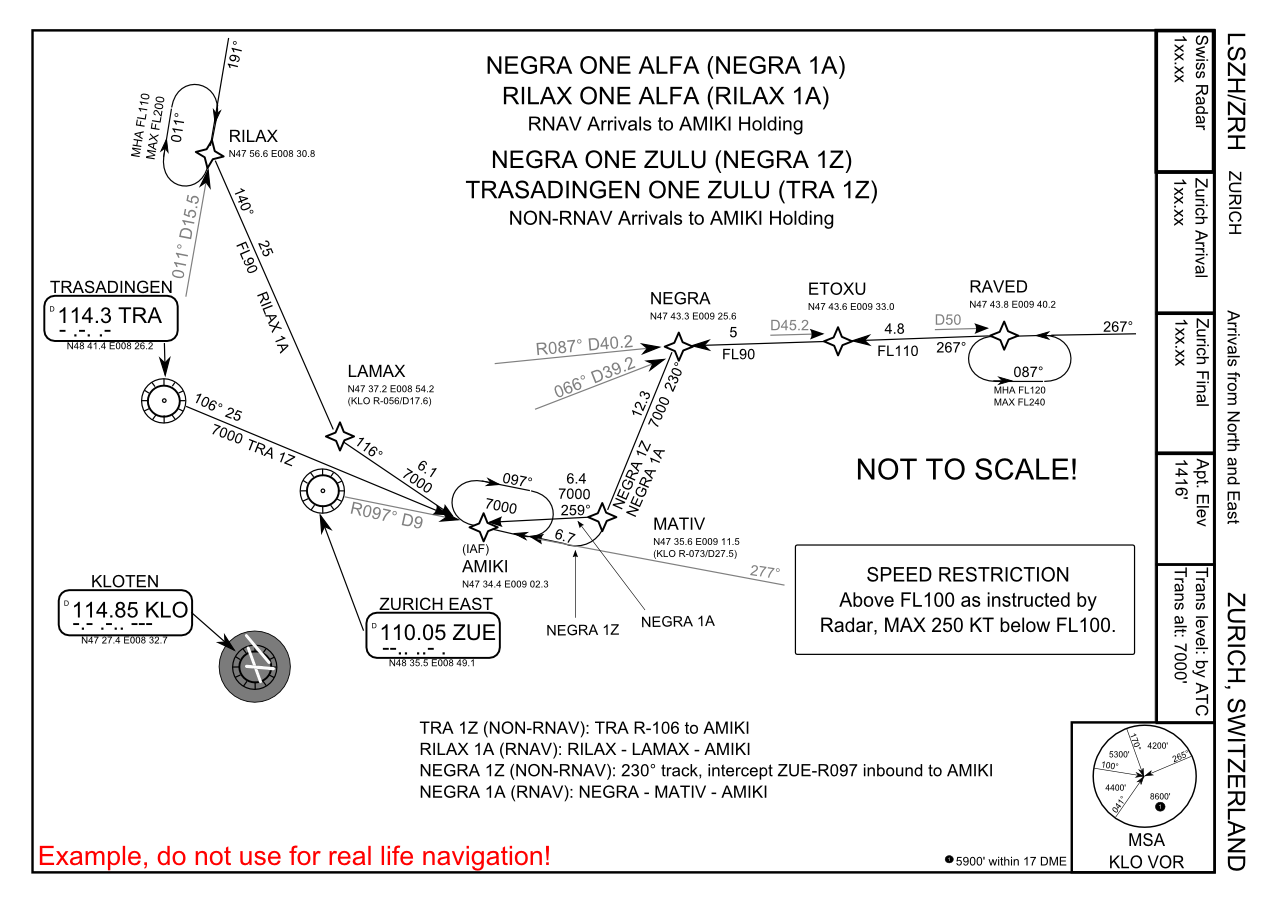
Procedura Star na lotnisku Zurich

STAR (ang. Standard Terminal Arrival Route) – opublikowana procedura dolotowa do lotniska. Celem procedury STAR jest uregulowanie wpływającego w TMA (rejon lotniska) ruchu lotniczego – wszystkie samoloty podążają określoną trasą, z określoną prędkością i z określonymi wysokościami.
Procedura ta w stopniu znaczącym ułatwia pracę kontrolera przy dużym ruchu. Kontroler nie musi podawać kursów dla "prowadzenia" samolotu, wystarczy podać pilotowi jaką ma wykonać procedurę. Pozwala to kontrolerowi przenieść uwagę na inny samolot, co de facto powoduje odciążenie służb kontroli – nie jest wymagane ciągłe prowadzenie samolotu, dzięki czemu zdolność prowadzenia większej liczby operacji wzrasta.